# Poor man's copyright
Poor man's copyright és un mètode d'utilització de datació registrada pel servei postal, un notari públic o una altra font de gran confiança per determinar una data de propietat intel·lectual, ajudant així a establir que el material ha estat en possessió d'algú des d'un moment determinat. El concepte es basa en la idea que, en el cas que una tercera persona fes un ús indegut d'aquesta propietat intel·lectual, els drets d'⁣autor de la persona afectada establirien almenys una data de possessió reconeguda legalment abans de qualsevol prova que pogués tenir un tercer.

Als països sense autoritat central de registre de drets d'autor, pot ser difícil que un autor demostri quan es va crear la seva obra. L'⁣Oficina de Patents del Regne Unit per exemple diu:
... una còpia es podria dipositar a un banc o advocat. Alternativament, un creador podria enviar-se una còpia per correu postal especial (que indica una data clara al sobre), deixant el sobre sense obrir a la seva devolució. Una sèrie d'empreses privades operen registres no oficials, però seria raonable comprovar detingudament el que pagareu abans d'escollir aquesta ruta.

 És important tenir en compte que això no prova que una obra sigui original o creada per tu...
No hi ha cap disposició a la llei dels drets d'autor dels Estats Units d'Amèrica pel que fa a aquest tipus de protecció. Per tant, el mètode de "poor man's copyright" no és un substitut del registre. Segons la secció 101 de la Llei de drets d'autor dels EUA de 1976 (17 USC 408), el registre d'una obra a l'⁣Oficina de drets d'autor no és un requisit previ per a la protecció dels drets d'autor. A més, Eric Goldman ha assenyalat que hi ha una absència de casos que realment donen valor als "poor man's copyright".